# خطوط آسيانا الجوية الرحلة 162
رحلة خطوط آسيانا الجوية 162 (OZ162 / AAR162) كان مدى الرحلة قصير وكانت رحلة ركاب دولية منتظمة من مطار إنتشون الدولي قرب سيول، كوريا الجنوبية، إلى مطار هيروشيما في هيروشيما، اليابان. في 14 أبريل عام 2015، لمست أسفل طائرة إيرباص A320-232 أسفل المدرج و ضربت مجموعة كالايزر، ثم انزلقت ذيل الطائرة على بمقدار 120 درجة قبل ان تأتي أخيرا إلى بقية أجزاء المدرج على العشب مقابل مبنى المطار. تعرضت الطائرة لأضرار كبيرة في الجناح الأيسر والمحرك. من 82 شخصا كانوا على متنها أصيب 27 (25 راكبا وطاقما من شخصين) احدهم اصابته خطيرة.

## روابط خارجية
- "Information on HL7762 from Seoul(Incehon) to Hiroshima." خطوط آسيانا الجوية.
- "Airbus A320 – Flight OZ 162 –Hiroshima Airport (Japan) – 14 April 2015" (Archive). مكتب التحقيق والتحليل لسلامة الطيران المدني.